# 2024年8月澳門
2024年8月澳門是指澳門在2024年7月發生的重大新聞事件。

## 8月1日
- 祐漢第八街公共房屋項目被重新落實，項目樓高90米，興建約30層並提供250個單位[1]。
- 新城A區A9地段康體設施大樓建造工程進行公開開標，共收到21份標書，經開標程序後，全部標書被接納。項目土地面積約1,930平方米、總建築面積約12,500平方米，計劃興建一幢九層高(包括夾層)的康體設施大樓，連兩層地庫停車場。大樓共設有四個主場館，分別提供一個廿五米長游泳池、六個羽毛球場、兩個籃球場及一個乒乓球室等[2]。
- 博彩監察協調局公有7月份幸運博彩毛收入為185.95億元，較6月上升5.1%，與2023年同期上升11.6%，恢復至2019年同期的76%[3]。
- 澳門輕軌蓮花站轉乘連接通道竣工[4]。

## 8月2日
- 名為《工會法施行細則》的行政法規將於2025年3月下旬生效，法規訂定工會及工會聯合會的登記及註銷登記的程序等，也規範工會及工會聯合會加入或退出澳門特區以外設立的組織或團體，以及參加或合辦活動的相關通知和預先許可的程序[5]。
- 《非高等教育教學人員的專業發展制度》行政法規草案於9月1日生效，規定的培訓與教師的晉級有必然關係，約一年受訓三十小時。法規的適用對象包括公立及私立學校、公共部門及機構的教學人員，規定教育及青年發展局具職權統籌專業發展活動，以加強教學人員對澳門的教育政策及教育法規的認識、配合政府政策持續更新及深化教學技能、提升各項專業能力等[6]。
- 《修改第17/2009號法律〈禁止不法生產、販賣和吸食麻醉藥品及精神藥物〉》法律草案送交澳門立法會以緊急程序討論、通過，法律將管制的五種國際列管物質納入《禁毒法》相應附表內[7]。
- 澳門特區政府回應台灣當局歪曲事實，惡意炒作在澳門的“澳門台北經濟文化辦事處”人員輪換的做法，表示堅決反對。特區政府對在澳門的台北經濟文化辦事處及人員提出簽署“承諾書”的相關要求，採取有關措施，完全正當合理[8]。
- 就網上流傳新濠主席兼行政總裁何猷龍「不必工作就能致富」的訪談報道，新濠博亞娛樂指「報道純屬虛構，所提及的資訊均為不實內容」。澳門金融管理局另就網上流傳一則捏造的報導向司警局作出檢舉。假報道以“澳門金融管理局＂對某知名人士的言論作出評論為標題，吸引市民點擊，隨後網站會跳轉至虛假的網上投資平台，該平台聲稱每天只需花數分鐘就能賺到數千元，誘騙市民輸入資料進行註冊[9]。
- 龍環葡韻更換卵石路面工程備受爭議，直選議員林宇滔提書面質詢，指近年該網公布的工程資訊全面程度較過去有所倒退，認為有關部門必須全面檢討及向公眾清楚交代[10]。

## 8月3日
- 澳門海關在澳門內港碼頭對開海面截查一艘駛離碼頭的可疑漁船，在船上暗格檢獲十箱沒有申報出口的活龍蝦，市值約15萬澳門元，三名中國大陸籍人士包括船主及船員被捕。繼同年5月底後再發生第二宗同類案件[11]。
- 新城A區至澳門半島第三連接橋動工，期間外港客運碼頭一帶實施臨時交通措施，以便搭建臨海鋼結構平台施工[12]。

## 8月4日
- 澳門天氣極端酷熱，地球物理氣象局發出橙色高溫提示，並於大潭山氣象站錄得34.6度高溫，外港客運碼頭氣象站更錄得37.1度高溫，另預測澳門未來數日天氣持續酷熱[13]。
- 一名12歲中國大陸籍持往來港澳通行證男童於竹灣酒店泳池遇溺，由救生員救起。消防到場將男童送院搶救，隨後證實不治。司警經對死者屍表檢查，死者身上沒有任何涉及刑事成份的傷痕或骨折[14]。

## 8月5日
- 統計暨普查局資料顯示，2024年上半年末本澳總人口（68.7萬人）按年增加8200人，主要是居澳外地僱員增加所致。性別佔比方面，女性人口（36.74萬人）多於男性（31.96萬人），佔53.5%[15]。
- 澳門天氣持續極端酷熱，地球物理氣象局錄得35.4度高溫，外港碼頭及路環更錄得37.8度及37.3度高溫[16]。
- 一名34歲中國大陸籍無業男子於西望洋山一座別墅搶劫，掠走價值千萬元珠寶首飾和現金。疑犯作案後到皇朝某酒店同鄉房間換衫，並於凌晨潛逃至中國大陸，兩地警方於24小時內破案，分別於廣東省中山市拘捕作案疑犯及一名同鄉[17]。

## 8月6日
- 統計暨普查局資料顯示，2024第二季訪澳旅客逾780萬按年增17%。但旅客總消費額由首季按年升逾三成半，轉為次季微跌0.2%，而旅客消費人均消費同比下趺近15%。當局繼續強調，不管是次季還是上半年的有關數據，均勝疫前的2019年同期[18]。
- 再有電動電動車起火焚毀，是兩個月內第二宗涉及電動電單車的火警，有行內業者指目測肇事電動車疑被改裝過，包括更換了避震、貨架及增設附加物等。至於有否更換原裝電池，要檢測過才知道，呼籲切勿擅自改裝[19]；有澳門立法會議員及多個社會團體等關注如何打擊改裝電動電單車及優化充電車位消防設施[20]。
- 交通事務局公佈2024上半年巴士日均載客量為61.13萬人次，按年增8.13%，單日巴士最高載客量為5月3日，錄得載客量約75.5萬人次。日均載客量超過1萬人次的巴士路線有21條，其中6條更超過2萬人次。至於巴士車資新增支付寶及雲閃付乘車碼開放非本地居民使用，截至6月30日錄得122萬人次使用，即每日有1.8萬人次採用[21]。

## 8月7日
- 運輸工務司司長羅立文出席澳門立法會全體會議時表示，祐漢第八街公共房屋項目用作興建“夾屋”，樓高30層並提供約250個住宅單位，並設商業及社會等配套設施，還有三層地庫停車場，項目預計短期內動工。至於澳門輕軌建設方面，羅司透露協和醫院站提前在9月1日啟用，橫琴線及石排灣線按計劃年內通車[22]。
- 行政法務司司長張永春出席澳門立法會全體會議時表示，「商社通」推出飲食及飲料場所一站式發牌網上申請服務等縮短發牌審批時間措施有效，將積極推動更多其他部門的發牌程序納入用同一模式，現已開展私立教育中心（即補習社）及藥房的相關工作[23]。
- 路氹城永利皇宮酒店發生命案，澳門司警於下午近5時接獲消防部門通知於該酒店房間發現一名男子遇害，經調查後於同日晚上拘捕命案相關疑兇[24]。
- 西灣大橋展開橋面瀝青重鋪工程，期間實施有限度通車，並臨時停用西灣大橋電單車專道，以便分階段進行重鋪工作[25]。

## 8月8日
- 路氹城永利皇宮發生命案，澳門司警公佈案年詳情。懷疑因贏得二百五十萬巨款惹殺身之禍，在酒店房間遭到拍檔割頸劫殺。警方隨後於接報約3小時後拘捕一名中國大陸籍男子疑兇及一名協助處理贓款的香港女子，起回170萬元贓款[26]。
- 澳門立法會繼續舉行全體會議，經濟財政司司長李偉農在立法會口頭質詢大會上提到，剛完結的 “周末北區消費大奬賞”拉動消費率為五倍，非本地的支付工具使用量有所提升，顯示旅客願意到傳統社區消費。他稱，特區政府目前正總結措施經驗，研究將措施延伸至其他社區，初步計劃第四季推出，希望進一步支持本澳中小企發展，並相信本地企業的服務仍存有優勢[27]。就本地勞動力不足問題，經財司回應指需要建築外僱來補充本地勞動力不足；否則，如何滿足社會對公共設施的需求。至於酒店、飲食業方面，旅客是經濟復甦的重要基礎，在本地勞動力不足下維持多量旅客人次，必須實事求是；若是復甦不持續、不順利，各行各業一定受到負面影響[28]。
- 澳門戶外表演區預計2025年初舉行首場演出，社會文化司長歐陽瑜在立法會表示，場地雖稱「臨時」但實為「長遠」。政府就研究場地的管理及活動策劃安排，當中首要確保演出安全，做好各項保障措施。當局正推進架設統一電子平台系統，供主辦方提交項目方案資料，以便跨部門大型演出活動協調小組成員評估。首場演出方面仍在聯絡、協調中，未知會有那些人參演[29]。
- 暑假客況再創高峰，根據澳門旅遊局臨時數據顯示8月首七天（8月1日至7日）澳門共錄得近84.3萬旅客人次，日均12.0萬人次，較2023年同期上升14.3%；當中8月3日錄得約15.2萬入境旅客人次[30]。
- 龍環葡韻地面重鋪惹爭議，澳門文化局指整個政府希望使用者在龍環葡韻更好步行，文化局遂與市政署一起構想相關工作，由市政署施工。在材料、施工步驟方面，文化局再與市政署充分協調，做好把關工作。至於A、B行車天橋爭議，文化局表示，該局會與國家文物局有充份溝通保育工作。至於大會方面，澳門要用「正途恆常機制」將保護情況適時交給對方了解[31]。

## 8月9日
- 澳門特區政府向澳門立法會提交最新的《打擊不法賭博犯罪法》（原稱打擊非法賭博犯罪法）法案文本中，建議增訂不法經營貨幣匯兌供賭博罪，可處最低一個月至最高五年的徒刑，把「換錢黨」行為刑事化。二常會主席陳澤武會後總結表示，會上政府重點介紹法案全新加入的一條，為第十一條的「經營為博彩的不法匯兌」，也是政府新工作文本最大的調整之處[32]。
- 社會文化司司長歐陽瑜表示，澳門協和醫院將於9月16日正式營運，並將逐步對外接受門診掛號服務，相關設備及人力資源等都已準備就緒[33]。澳門大學與離島醫療綜合體北京協和醫院澳門醫學中心簽署《共建澳門大學—澳門協和醫院聯合臨床醫學研究中心合作框架協議》，並舉行“澳門大學—澳門協和醫院聯合臨床醫學研究中心”揭牌儀式。中心將積極推動生物醫學、臨床醫學、疑難重症、中醫藥及大健康等領域的創新性研究，共同培養臨床醫學等領域的專業人才[34]。

## 8月10日
- 2024年澳門選舉委員會選舉於8月11日舉行，澳門行政長官選舉管理委員會進行視察和做好場地測試工作，主席宋敏莉表示，設於三個投票地點（澳門理工大學體育館、澳門綜藝館、中葡職業技術學校）的七個票站均已完成佈置，所有選票已印製好，一切工作準備就緒[35]。
- 澳門大學社會科學學院粵港澳大灣區研究中心日前發佈“澳門居民對橫琴粵澳深度合作區的意見和看法”研究報告。研究團隊認為，是次調查結果顯示橫琴發展在澳門居民中獲得較積極的關注和評價，居住環境獲普遍認可[36]。

## 8月11日
- 2024年澳門選舉委員會選舉舉行投票，選委會公布共有5,521位合資格的法人選民代表進行了投票，總體投票率88.12%。截至當天20:30，各票站均已完成點票工作，綜合各站數據，共有5,346張有效票，佔已投選票的96.83%，空白票和廢票則分別為18張和157張，各佔已投選票的0.33%及2.84%[37]。
- 治安警察局公布8月10日澳門各口岸出入境人次總量創歷來單日最高紀錄，達到717,457人次，當中關閘為最多人次的出入境口岸，其次是青茂口岸、港珠澳大橋及橫琴口岸[38]。

## 8月12日
- 《澳門特別行政區公報》刊登行政命令，2024年澳門行政長官選舉投票日於10月13日舉行；至於2024年澳門選舉委員會選舉方面，總核算委員會進行核票，廢票總數為156張，合共有5,521人投票；有效票共5,347票，佔96.85%；空白票18張，佔0.33%、廢票共156張，佔2.83％[39]。
- 立法會公共財政事務跟進委員會完成討論《 2023年財政年度第四季度及2024年財政年度第一季度投資計劃預算執行報告》，並簽署報告書。當中澳門國際機場第二候機樓興建計劃暫緩，至於氹仔客運碼頭直升機場正準備相關招標文件，以及籌備整治工作，爭取2025下半年啟用[40]。
- 政府長者公寓停車場收費標準公布惹爭議，澳門立法會直選議員李靜儀表示，政府近期新落成的停車場都採取比一般公共停車場高的收費。對於設於長者公寓等政府房屋或者民生區的停車場，其收費若較高將增加居民負擔，亦可能引致私人停車位租金調升[41]。
- 一名30多歲本地男子懷疑盜取公司近500萬現款後到賭場輸光，三日後被發現浮死旅遊塔對開海面，懷疑畏罪自殺，司警正案件進一步調查[42]。
  - 澳門金融管理局發布的統計資料顯示，2024年第二季本地移動支付工具的交易筆數及金額均按年增加。與此同時，期內信用卡和扣帳卡簽帳總額均錄得按年升幅。當中移動支付工具交易總額為72億澳門元，按年增加5.3%；信用卡簽帳總額共59億元，按年增長1.1%[43]。

## 8月13日
- 澳門特區政府接納澳門立法會意見，在審議中的《修改〈民事訴訟法典〉的勒遷之訴制度》法案裡增設查閱「租霸」身分資料機制，建議如非法旅館違法般僅供房地產中介人可查閱，並有「洗底」機制[44]。
- 澳門司警聯同中華人民共和國公共部展開名為「清蟻二號」打擊換錢黨行動，澳方於澳門半島及路氹城共拘捕36名中國大陸籍人士，包括26男10女，其中一名男性為外僱經調查為藉假聘用服務性工作來澳並從事不法活動，搜得180萬港元現金和60多萬港元籌碼。兩地警方於當天傍晚在拱北口岸三不管地帶進行移交[45]。
- 澳門旅遊警示因應全球COVID-19疫情緩和調整旅遊警示，所覆蓋的國家或旅遊目的地之名單增至82個。包括：直布羅陀、毛里求斯共和國、哈薩克斯坦共和國、赤道幾內亞共和國及聖多美和普林西比民主共和國[46]。

## 8月14日
- - 《澳門特別行政區公報》刊登第135/2024號行政長官批示，設立第十五屆全國運動會及全國第十二屆殘疾人運動會暨第九屆特殊奧林匹克運動會澳門賽區組織委員會，取代現有的第十五屆全國運動會澳門賽區組織委員會。亦刊登第136/2024號行政長官批示，設立第十五屆全國運動會及全國第十二屆殘疾人運動會暨第九屆特殊奧林匹克運動會澳門賽區籌備辦公室；根據第72/2024號社會文化司司長批示，以定期委任方式委任潘永權為籌備辦公室主任，體育局副局長張子軒代任局長職務[47]。
- 澳門司警持續進行「清蟻二號」行動，拘捕8男3女，全部為中國大陸籍，撿獲十二萬港元現金及十萬港元籌碼，並於當天下午將有關疑犯移交至中國公安處理[48]。
- 澳門立法會召開第三個會期最後一次全體大會，再度上演否決兩辯論動議戲碼，令其連續否決、不開辯論之紀錄續推高至28個。其中一個辯題為：「政府應要求博企更新娛樂場的資訊設備（當中大多老舊過時），革新人力資源管理，並按照工作量及因應責任的增加調整娛樂場員工的工資，以追回長期喪失的購買力。」，結果被否決[49]。
- 廣東省人民政府將在澳門發行離岸人民幣地方政府債券，慶祝澳門特區成立25周年，債券發行規模預計為25億元人民幣，包括綠色債券、以及支持橫琴粵澳深度合作區重大基礎設施項目建設政府債券，均將面向專業投資者發行，也作為首次在澳門發行以深合區為主題的專項債券[50]。
- 2024年澳門選舉委員會選舉已通過澳門特別行政區終審法院核實後作公布[51]。

## 8月15日
- 新城A區濠江圓形地及馬萬祺博士大馬路交界路段於紅色暴雨警告信號生效期間發生路陷，消防表示是巡經發現，路陷面積約6米乘6米、深約3米，已通知現場負責人跟進。警方則在得悉事故後有派員到場了解情況。公共建設局指事件中無人受傷和損失，承建商已採取必要措施確保工地安全，局方已要求承建及監理公司開工時加強留意天氣情況[52]。
- 漁翁街天后古廟發生古樹塌枝，壓到廟宇戶外空間一個混凝土神龕，事件中無人受傷，廟宇主體建築未有受損。澳門文化局和市政署派員到現場瞭解情況，經初步檢查，懷疑因古樹日漸轉弱，加上多場強降雨所致[53]。
- 澳門公共服務一戶通推出“結婚一件事”和“出生一件事”服務，將原本由多個公共部門分散提供的服務整合為一項申辦服務，大幅減少結婚人和新生兒父母親臨部門及重複遞交檔的情況，實現結婚申請、出生登記全程電子化[54]。
- 「周末北區消費大奬賞」於月初結束，當局舉行活動閉幕式暨終極大抽獎。經濟及科技發展局總結表示，共有1,225間北區商戶參與，共核銷電子優惠為2,975萬元，帶動區內商戶消費額約1.5億元，消費拉動率達五倍[55]。

## 8月16日
- 行政長官選舉管理委員會發出告示，訂定2024年澳門特別行政區行政長官選舉提名期為8月29日至9月12日[56]。
- 三名16歲男學生分別收取報酬、在身上綁藏大量電腦記憶體企圖偷運中國大陸，被澳門海關於關閘查獲，案中合共撿獲550件電腦記憶體。海關事後聯絡三學生的監護人跟進案件，並通報教青局[57]。
- 為期三個半月的南海伏季休漁期結束，海事及水務局與澳門海關派出船隻和人員在內港漁船錨泊區、澳門水道一帶指揮海上交通，安排錨泊於內港近百艘漁船安全有序地駛離內港錨泊區，出海捕漁作業。局方亦在現場廣播，呼籲船隻遵守航行秩序，注意海事安全[58]。
- 行政長官賀一誠在澳門特別行政區政府總部主持召開澳門特區政府學習貫徹二十屆三中全會精神傳達會，全體主要官員及辦公室主任、約70個部門局級領導全部出席。行政長官高度重視、親自帶領與會各級官員認真學習領會三中全會精神，並作出重要講話。五位司長亦分別作出分享發言[59]。
- 根據統計暨普查局資料， 2024年上半年澳門共舉辦702項會展活動。此數字已基本回復至2019年同期水準，且上半年會展活動專業化、國際化的程度進一步提升，反映澳門會展業持續加快發展。下半年（尤其是9至11月）將進入澳門會展業傳統旺季，料會展活動數字將進一步增加，2024年全年預計有1500 項會展活動在澳舉辦[60]。

## 8月17日
- 澳門凌晨時分雷雨交加，地球物理氣象局一度發出紅色暴雨警告信號超過一個半小時，期澳門多區包括澳門半島新城A區、望廈、下環街及氹仔菜園路等出現水浸，路環先後發生至少兩宗塌樹事件，其中鷺環海天度假酒店對開有一棵高約八米的大樹倒塌，路環石排灣水塘路樹木倒塌，壓倒路邊一輛私家車，兩宗事件均無人受傷[61]。
- 農曆七月十四盂蘭節，多處居民按傳統習俗“燒街衣”祭祀。近年，到街上“燒街衣”者仍以長者居多，亦較往年有所減少，有居民認為這與社會進步、傳統觀念轉變等有關[62]。

## 8月18日
- 收回大量閒置地列儲備「閒置」而不作臨時利用備受詬病。根據澳門立法會文件披露，土地工務局指現時官地的除草清潔費為每平方米15元。若以53萬平方米土地儲備計，則除草清潔一遍所需公帑近800萬元[63]。
- 上葡京發生電動電單車在停車場充電期間起火事件，是次為連同同月內在氹仔中央公園停車場發生的第二宗電動電單車在停車場充電期間著火事件[64]。
- 2024年夏季奧林匹克運動會中國代表團於8月31日至9月2日訪澳，期間於9月1日晚上於澳門東亞運動會體育館舉行“我們的驕傲——國家奧運健兒代表團澳門聯歡晚會”，代表團名單仍有待公佈[65]。

## 8月19日
- 中共中央政治局委員、全國政協副主席、中央統戰部部長石泰峰結束在澳的兩天考察調研。期間，行政長官賀一誠與石泰峰部長會面，雙方就學習貫徹落實中共二十屆三中全會精神，以及共同關心的議題交流意見[66]。
- 兩名36歲和43歲的中國大陸籍建築工人“飛天蠄蟧”，在氹仔一個正在進行外牆維修的屋苑，利用棚架攀爬潛入高層單位爆竊，盜取單位內價值21,000元首飾和現金。司警隨後拘捕2人均拒絕合作，涉嫌加重盜竊移送檢察院處理[67]。
- 行政長官選舉委員會全部400名委員名單公佈，第三界別分組宗教界、第四界別包括澳門立法會代表、澳門地區全國政協委員的代表及市政機構成員的代表均公佈，預料只有一個候選人參選[68]。

## 8月20日
- 統計暨普查局資料顯示，7月入境旅客共3021189人次，按年上升9.5%，恢復至2019年同期的85.6%；與6月比較上升18.4%。不過夜旅客（1596662人次）同比增加20.2%，留宿旅客（1424527人次）則減少0.5%。旅客平均逗留1.2日，較去年同月減少0.1日，其中留宿旅客的平均逗留時間延長0.1日至2.4日[69]。
- 澳門旅遊局因應多變的外圍環境和旅遊業最新發展情況，委託研究機構進行《澳門旅遊業發展總體規劃》第二階段檢視研究，透過新環境再審視、新政策再釐清、新要求再校準、新趨勢再評估，對疫後澳門旅遊業態進行現狀及趨勢分析，並回顧2021年至2024年行動計劃的執行情況[70]。

## 8月21日
- 第五任行政長官賀一誠發表聲明因身體健康尚未全面恢復，為了澳門的長遠發展，從大局出發，宣佈不參加第六任行政長官選舉，意味著其放棄連任[71]。
- 數碼通發出通告宣佈停止在澳門提供流動通訊服務[72]。政府指收到通知，數碼通已與澳門電訊達成營運協作共識，將有序進行用戶的過渡工作。另一方面，數碼通亦承諾按照勞動關係法及僱傭合約處理員工之安排，並會與CTM協調向合適的現職員工提供就業機會，為電信業界挽留人才[73]。
- 中共中央港澳工作辦公室、國務院港澳事務辦公室發表“港澳平”處名文章，提到2024年澳門特別行政區行政長官選舉日前完成舉行2024年澳門選舉委員會選舉，提名期展開在即，回顧澳門回歸祖國25年來走過的不凡歷程，我們要為特區各項事業發展所取得的輝煌成就點讚！為澳門特區政府帶領社會各界努力推動「一國兩制」實踐行穩致遠的接續奮鬥點讚！[74]

## 8月22日
- 澳門特別行政區終審法院院長岑浩輝被盛傳為2024年澳門特別行政區行政長官選舉候選人的大熱，他出席北京大學法學院澳門校友會在萬豪軒舉辦的「澳門特色『一國兩制』成功實踐與展望」學術研討會後親自回應傳媒提問時指“考慮中”[75]。，
- 第五任行政長官賀一誠兒子賀建東未有續任科學技術發展基金信託委員會成員一職有傳媒引述基金稱，其以「個人原因」不再續做[76]。
- 治安警察局公佈2024年7月共檢控違反道路交通法或規章個案達七萬宗，較6月時有所回落，其中咪錶違泊開罰為61,800宗，升超過11%；行人違法過馬路為近六個月以來最多，檢控個案共784宗，白牌車方面有11宗，的士違規共有52宗，交通意外錄得1,400多宗[77]。

## 8月23日
- 財政局回覆澳門電台中文頻道查詢，表示特區政府從來沒有所謂400億公共投資元宇宙的項目；特首賀一誠曾於2022年8月回應澳門立法會議員提問指橫琴粵澳深度合作區投資400億發展多元產業，曾提及冀望本地青年思考如何通過「元宇宙」參與發展[78]。
- 澳門選舉管理委員會表示，2024年澳門特別行政區行政長官選舉宣講大會及投票日擬於中國與葡語國家商貿合作服務平台綜合體舉行[79]。對於澳門特別行政區終審法院院長岑浩輝考認參選特首，選管會主席宋敏莉回應可能引發的終院人事變動時笑言，目前事態暫沒影響到她在選管會的工作[80]。
- 統計暨普查局資料顯示，2024年上半年本地生產總值為2043億元（澳門元，下同），按年實質增長15.7%，整體經濟規模回復至2019年同期的86.2%，更是自2019年後再次突破2000億元水準。當中，服務出口按年上升17.6%，內部需求（包括私人消費支出、政府最終消費支出及投資）亦錄得2.8%的增幅[81]。
- 統計暨普查局資料顯示，2024年7月綜合消費物價指數按年上升0.82%[82]。

## 8月24-25日
- 澳門旅遊局臨時數據顯示，24日錄得入境旅客166562人次，為今年7月1日至8月24日的單日最高客量。比較2019年同期的單日最高154957人次（7月27日），增加11605人次，增幅7.5%[83]。
- 治安警察局公佈8月24日澳門錄得出入境人次總量達到75.3萬人，再次創下單日歷史新高。其中橫琴口岸錄得單日歷史最高、關閘錄得疫後單日新高[84]。橫琴口岸亦於24日錄得出入境雙向客流高峰，單日錄得通關客流超過8.8萬人次[85]。
- 澳門海關澄清網上傳言指從中國大陸返回澳門時被海關要求全裸搜身。副關長李煜輝回應傳媒相關提問時表示，一般不會全裸搜身。他形容全裸搜身是「網上傳聞」；並提出，無論是「傳聞」之前或之後，都沒有除去所有外衣搜身[86]。
- 近日交通事務局擬把「增程式電動車」納入到純電動車「無上限」免車稅政策適用範圍。澳門立法會直選議員林宇滔質疑，此舉與環保政策背道而馳，並有違反《機動車輛稅規章》之嫌，相關官員應被問責[87]。

## 8月26日
- 澳門特別行政區終審法院院長岑浩輝請辭，於8月28日起生效，眾多傳媒預計其將參選2024年澳門特別行政區行政長官選舉[88]。
- 耗資逾27億公帑的澳門垃圾焚化中心第三期擴建工程基本完工，預計月內完成測試並具備投入使用的條件。項目為原址進行擴建，工程包括：建造第三期垃圾焚化廠、新特殊和危險廢物處理站，以及一座行政樓和一座變電站[89]。
- 澳門旅遊局預計全年旅客將達3,300萬人次，暑假期間至8月24日入境旅客共590萬人次[90]。
- 澳門特別行政區成立二十五周年紀念專題網站啟用[91]。
- 往返黑沙環至中區的晨早快速特班車路線2AS開通[92]。

## 8月27日
- 交通諮詢委員會「公共運輸服務改善工作小組」舉行2024年度第四次工作會議，會上交通事務局介紹9月新學年開學的交通安排部署、近期巴士路線的調整計劃、柯維納馬路戶外公共停車場第二次泊車位分配調整計劃，以及澳門大橋開通初期周邊路網的交通安排[93]。
- 仁伯爵綜合醫院再次通過澳洲國際醫療服務標準委員會（ACHSI）認證，亦同時達到“以人為本”標準並獲得“優異評級”，成為亞太地區首間獲得此項評級的公立醫院[94]。
- 第五任特首賀一誠於2023年8月提出計劃在氹仔原車胎公園部分官地建公園，地下建國際標準的溜冰場。不過一年過去，政府最新消息指會另覓合適選址去興建，暗示該處建溜冰場計劃已擱置[95]。

## 8月28日
- 首任澳門特別行政區終審法院院長岑浩輝宣佈參加第六任澳門行政長官選舉[96]。在發布會上狠批澳門博彩業以往一業獨大、野蠻擴張的情況不利澳發展，並表明必走經濟適度多元之路，不管有多困難都只能前進，不能退回去；同時不回避中小企困境問題[97]。
- 可能成為澳門回歸以來首位非澳門出生的特首候選人，岑浩輝相信，很多澳門人都認同他是一個「老澳門人」。他主動提及社會質疑他缺乏行政經驗。他表示，回歸之後，司法制度的最大改革就是把原由政府負責的司法行政管理交給法院自行負責，故此他成立終審法院院長辦公室。按照法律規定，法院系統由法官、司法文員、行政財政公務員組成，如同「綜合性小政府」，完全適用公職人員制度。自己從中學到很多，下屆政府將會由一個團隊施政[98]。
- 澳門特區政府舉行中共二十屆三中全會精神宣講會，中共中央港澳工作辦公室、國務院港澳事務辦公室邀請中央宣講團成員，全國人大憲法和法律委員會副主任委員、全國人大常委會法制工作委員會主任沈春耀，中央宣講團成員，中華人民共和國商務部黨組書記、部長王文濤蒞臨澳門，向澳門各界宣講中共二十屆三中全會精神[99]。

## 8月29日
- 岑浩輝代理人李煥江到選舉事務專區領取提名表的市民，目測他帶走數以百份提名表。李煥江向傳媒表示，將會盡快接觸選委，盡量爭取提名。在李煥江抵達前，75歲澳門市民李光遠及澳門扎鐵工會會長黃偉民亦到選舉事務專區領走提名表，但沒有記者向他提問[100]。全國政協副主席及澳門首任行政長官何厚鏵也開腔表「衷心支持」其參選，並高度評價岑，是「愛國者」也是「澳人」。何又提到理解和尊重現任賀一誠不爭連任之決定[101]。
- 社會協調常設委員會召開年度第三次全體會議，檢討《勞動關係法》中用於計算解僱賠償的月基本報酬的最高金額。政府拋出的方案建議，將月基本報酬的最高金額調升21,500元，但社協勞、資雙方代表，對之意見分歧。社會協調常設委員會協調員、勞工事務局局長黃志雄表示，將綜合分析及考慮，再向政府撰寫相關報告[102]。

## 8月30日
- 第六任行政長官選舉參選人岑浩輝由31日起開展競選活動，爭取各選委提名支持[103]。
- 持港澳居民來往內地通行證（非中國籍）人士的澳門居民由9月1日起申請“澳車北上”[104]。
- 青洲河邊馬路下午發生一宗嚴重交通意外。一名24歲女子在斑馬線橫過馬路時，被一輛私家車撞致重傷，頭部受創由救護車送往鏡湖醫院搶救。肇事50歲本地男司機通過酒精測試，被檢控無讓先[105]。
- 政府公報顯示連接港珠澳大橋澳門邊檢大樓至新城A區的街道「豚城大馬路」命名取消，政府將命名有關街道為“東城”[106]。
- 統計暨普查局資料顯示，2024年5月至7月總體失業率及本地居民失業率分別維持在1.7%及2.3%的低水平，兩項指標均與上一期（2024年4月至6月）相同；就業不足率則回落0.2個百分點至1.3%[107]。
- 市政署恢復舉辦中秋節晚會[108]。

## 8月31日
- 2024年夏季奥林匹克运动会中国代表团65名精英運動員及8名教練員展開訪澳行程，下午由香港經港珠澳大橋澳門邊檢大樓抵澳，社會文化司及澳門中聯辦等官員在場迎接，150名本地學生組成的歡迎隊伍，在紅地氈兩旁列隊，揮舞着國旗和區旗喜迎奧運健兒，20名學生向代表團團長、所有運動員及教練員獻花，同時，現場有30人組成的學校銀樂隊演奏[109]。
- 澳門特別行政區政府於永利皇宮設歡迎晚宴歡迎國家奧運健兒代表團，特首賀一誠在歡迎晚宴致辭時表示，中國體育代表團在奧運會創下的佳績，不僅體現了我國競技體育事業的發展進步，也向全世界展示了中國式現代化建設的成就，彰顯了新時代的中國力量。他勉勵澳門廣大青少年和運動員學習奧運健兒頑強拼搏和愛國精神，將中華體育精神和時代精神發揚光大[110]。